# Расовіца
Расовіца (рум. Rasovița) — село у повіті Горж в Румунії. Входить до складу комуни Лелешть.
Село розташоване на відстані 241 км на захід від Бухареста, 9 км на північний захід від Тиргу-Жіу, 97 км на північний захід від Крайови.

## Населення
За даними перепису населення 2002 року у селі проживали 203 особи, з них 202 особи (99,5%) румунів. Рідною мовою 202 особи (99,5%) назвали румунську.